# Herb Lwówka Śląskiego
Herb Lwówka Śląskiego – jeden z symboli miasta Lwówek Śląski i gminy Lwówek Śląski w postaci herbu, który został nadany 14 lutego 1501 przez króla Czech i Węgier Władysława II Jagiellończyka, zatwierdzony przez cesarza Maksymiliana I 26 lutego 1501 w Norymberdze. Dzięki przywilejowi herbowemu miasto otrzymało zezwolenie na używanie czerwonego wosku do pieczęci miejskich. Herb z 1501 roku obowiązywał w niezmienionej formie aż do 1967 roku.

## Wygląd i symbolika

Herb Lwówka Śląskiego do roku 1501 i w latach 1967–1996 wzorowany na pieczęci miejskiej z XIV wieku

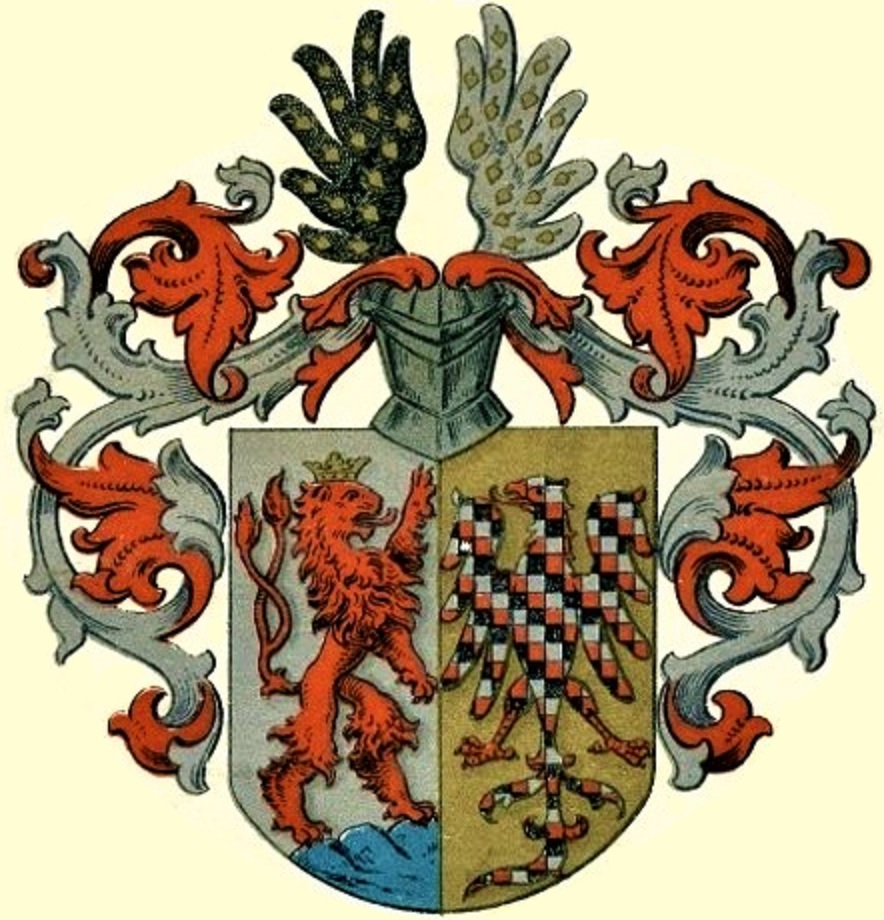
Bogato zdobiony herb Lwówka Śląskiego z 1501 roku nadany przez Władysława II Jagiellończyka na pocztówce z XX wieku

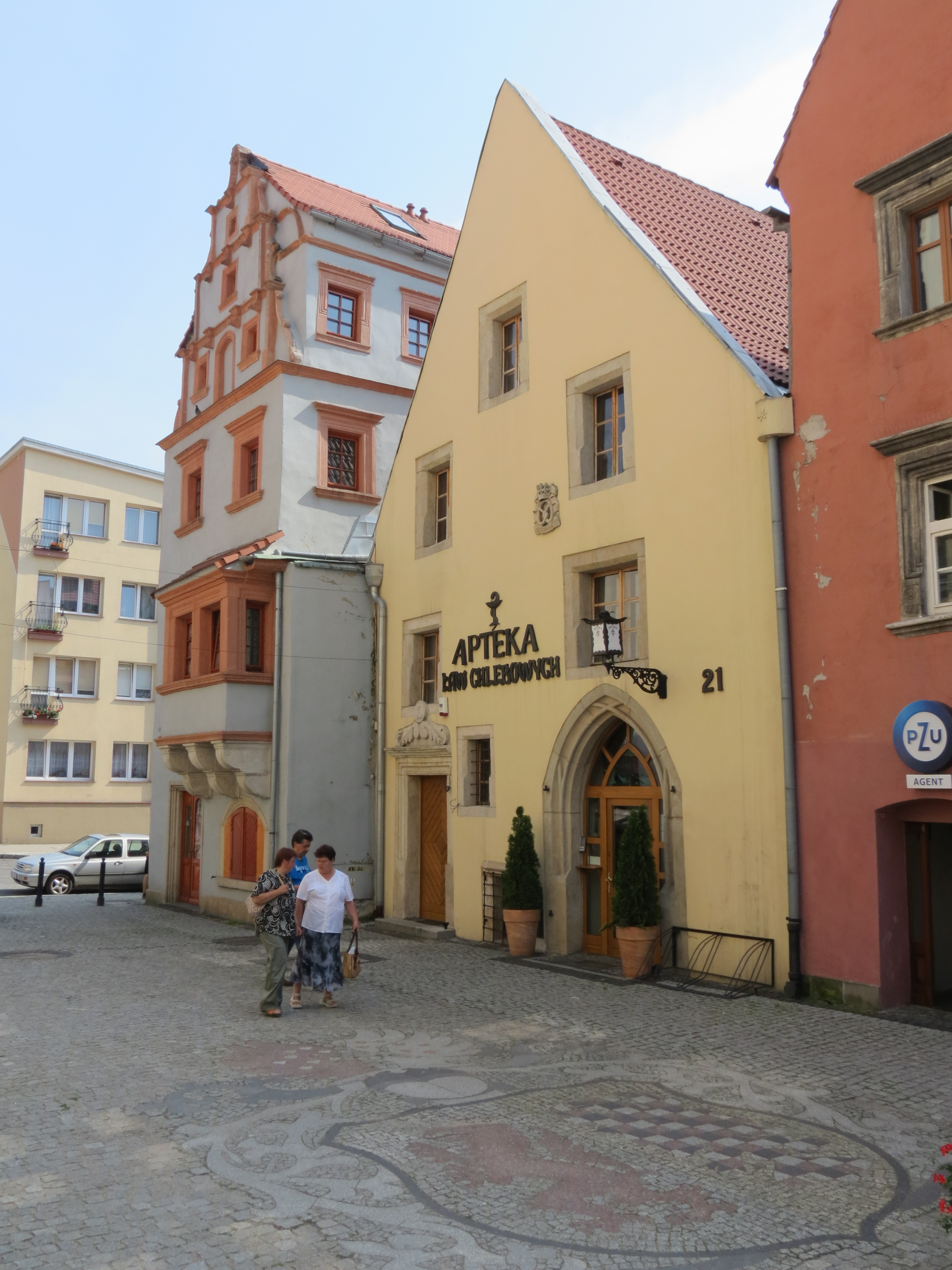
Herb miasta ułożony z kostki brukowej między wschodnią ścianą lwóweckiego ratusza a Kamienicą Ław Szewskich i Chlebowych

Współczesna tarcza herbowa podzielona jest na dwie części. Pole (heraldycznie) prawe jest białe, pole lewe jest żółte. W polu prawym jest umieszczony wspięty czerwony lew czeski, posiada on złotą koronę; w polu lewym znajduje się orzeł morawski w biało-czerwono-czarną szachownicę. Nad tarczą herbową umieszczony jest hełm rycerski posiadający popielate labry, w klejnocie mieszczą się dwa skrzydła, prawe czerwone posiada siedem złotych serc, lewe białe posiada siedem czerwonych serc. Herbowy lew nawiązuje zarówno do nazwy miasta, jak i jego dawnej przynależności do państwa czeskiego, natomiast orzeł symbolizuje przynależność do księstwa świdnicko-jaworskiego.

## Historia

### Stary herb
Najstarszy herb miasta znajduje się w bardzo starej księdze znajdującej się jeszcze w archiwum miasta, w której to księdze w roku 1341 ówczesny urzędnik miejski Conrad wpisał na polecenie rady miejskiej kilka przywilejów i rozporządzeń, za co otrzymał zapłatę. Herb ten składa się z muru miejskiego z otwartą bramą i dwoma skrzydłami bramnymi, nad którymi po bokach wznoszą się dwie wieże ze spiczastymi stożkami, na których szczytach spoczywają okrągłe kule (podobna kula znajduje się na wieży lwóweckiego ratusza). Nad bramą znajduje się łuk oparty na dwóch filarach, w którym po murze kroczy lew z podniesioną lewą przednią łapą i ogonem przewieszonym przez grzbiet. Nad tym łukiem wznosi się kolejna wieża, która ma kilka okien, a na jej zadaszeniu umocowane są kolejne dwie kule. Oryginalny herb ma napis: (łac.) Sigillum Universitatis livium de Lewenberc. Herb ten pochodzi z okresu od 1163 do 1392 roku, kiedy to Śląsk był pod panowaniem piastowskich książąt, a być może został nadany miastu przez księcia Henryka I, który panował w latach 1301-1346, był dla miasta bardzo łaskawy i przychylny, nadał wiele darowizn i przywilejów. Inne dokumenty opatrzone tym herbem już nie istnieją, gdyż wiele z nich zostało zniszczonych w wielkich pożarach i grabieżach dokonanych w latach 1385, 1551 i 1659.

### Herb z 1501
Herb, który najdłużej reprezentował Lwówek Śląski został nadany 14 lutego 1501 przez króla Czech Władysława II Jagiellończyka i zatwierdzony w Norymberdze 26 lutego 1501 przez cesarza Maksymiliana I. Na mocy dokumentu znajdującego się do dziś w archiwach, zmieniono dotychczasowy herb oraz nadano prawo do używania go jako pieczęci na czas nieokreślony i odbijania go jako pieczęci w czerwonym wosku. Ma w połowie części w białej tarczy trzy gładkie, wzgórza, na których stoi, zwrócony w kierunku wschodnim, czerwony lew z podwójnym, oplecionym ogonem (charakterystycznym dla lwa z herbu czeskiego) i koroną na głowie. W drugiej połowie tarczy, ale na żółtym polu umiejscowiono orła z wyciągniętymi skrzydłami, którego podzielono na czerwone, białe i czarne pola szachownicy. Ptak ten czerwone łapy i dziób zwrócony w stronę czerwonego lwa. Ta podzielona tarcza jest przykryta hełmem z biało-czerwonymi labrami. Na hełmie znajdują się dwa cymery – skrzydła. Nad orłem białe, a nad lwem czarne; obydwa ozdobione złotymi listkami. Pieczęcie z zapisem: Sigillum Civitatis Leobergensis i Sigillum Majus Civitatis Leobergensis były używane przez radę miejską i magistrat w oficjalnych pismach i dokumentach od czasu nadania herbu w 1501 r. aż do opanowania Śląska przez Prusy w 1740 r. Herb został zmieniony przez komunistyczne władze w 1967 roku na jego poprzedni wygląd. Wizerunek opracowany na podstawie pieczęci rady miasta z 1341 roku, zaakceptowany przez ówczesne władze, funkcjonował zaledwie od 1967 do 1996 r.

### Nowy herb
Kolejną wersję zaproponowano 25 kwietnia 1996, w której dokonano zmiany w wizerunku tj. odwrócenia figury godła na prawym polu tarczy i Uchwałą Nr XXIII/180/96 rady miejskiej z 25 kwietnia 1996 zaakceptowano. Z treści uchwały: 

„Zmienia się wizerunek herbu gminy, stanowiący załącznik nr 1 do Statutu, wprowadzając w jego miejsce wizerunek stanowiący załącznik do niniejszej uchwały.”

Herb ten został wymyślony przez nieustalonego autora, jest to zupełnie nowy wizerunek nieposiadający potwierdzenia źródłowego odnośnie do figur, a przy tym układu i kolorystki. Brak w jego projektowaniu podstawowych reguł zgodnych ze sztuką heraldyki. Nie został zgłoszony w ówczesnym czasie do Ministerstwa Spraw Wewnętrznych i Administracji, czego wymaga Ustawa o stanowieniu symboli jednostek samorządu terytorialnego, który reguluje ustawa z 21 grudnia 1978 r. o odznakach i mundurach.
Niezgodny także z nowelą ustawy z 29 grudnia 1998 roku. Wzory symboli, o których mowa w nowelizacji ustawy, muszą być ustanawiane, co mocno zaakcentowano, w zgodzie z zasadami heraldyki, weksylologii i z uwzględnieniem miejscowej tradycji historycznej. Poza wyżej wymienionymi kryteriami ustawowymi nie zwrócono się o opinię do Komisji Heraldycznej.

W obowiązującym statucie miasta zamieszczono informację o następującej treści:

„§ 5.5 Wzorce herbu, flagi, hejnału i pieczęci są znakami prawnie chronionymi. Komercyjne ich
rozpowszechnianie wymaga pisemnej zgody Burmistrza Gminy i Miasta Lwówek Śląski.”

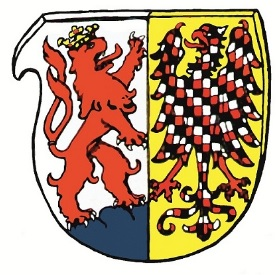
Uproszczony herb Lwówka Śląskiego z 1501 roku
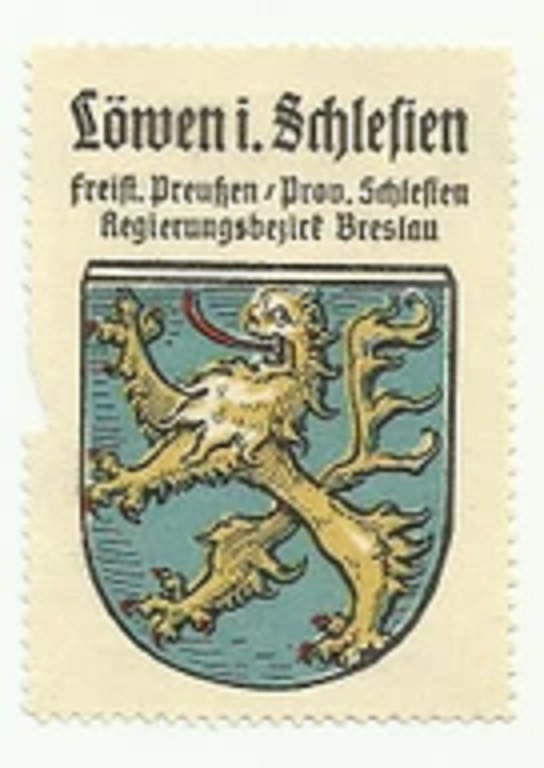
Wariacja herbu Lwówka Śląskiego na znaczku kolekcjonerskim z XX wieku
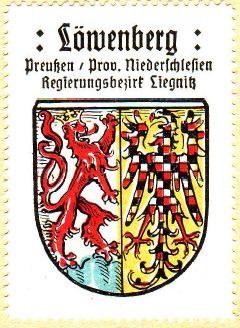
Herb Lwówka Śląskiego z 1501 roku na znaczku kolekcjonerskim z ok. 1925 r. wg Otto Huppa z albumu Coffee Hag
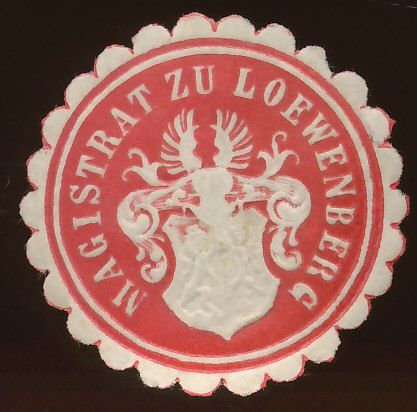
Herb Lwówka Śląskiego z 1501 roku na pieczęci magistratu lwóweckiego z 1901 r.
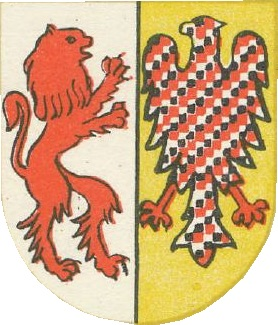
Powojenny herb Lwówka Śląskiego

### Von Lemberg

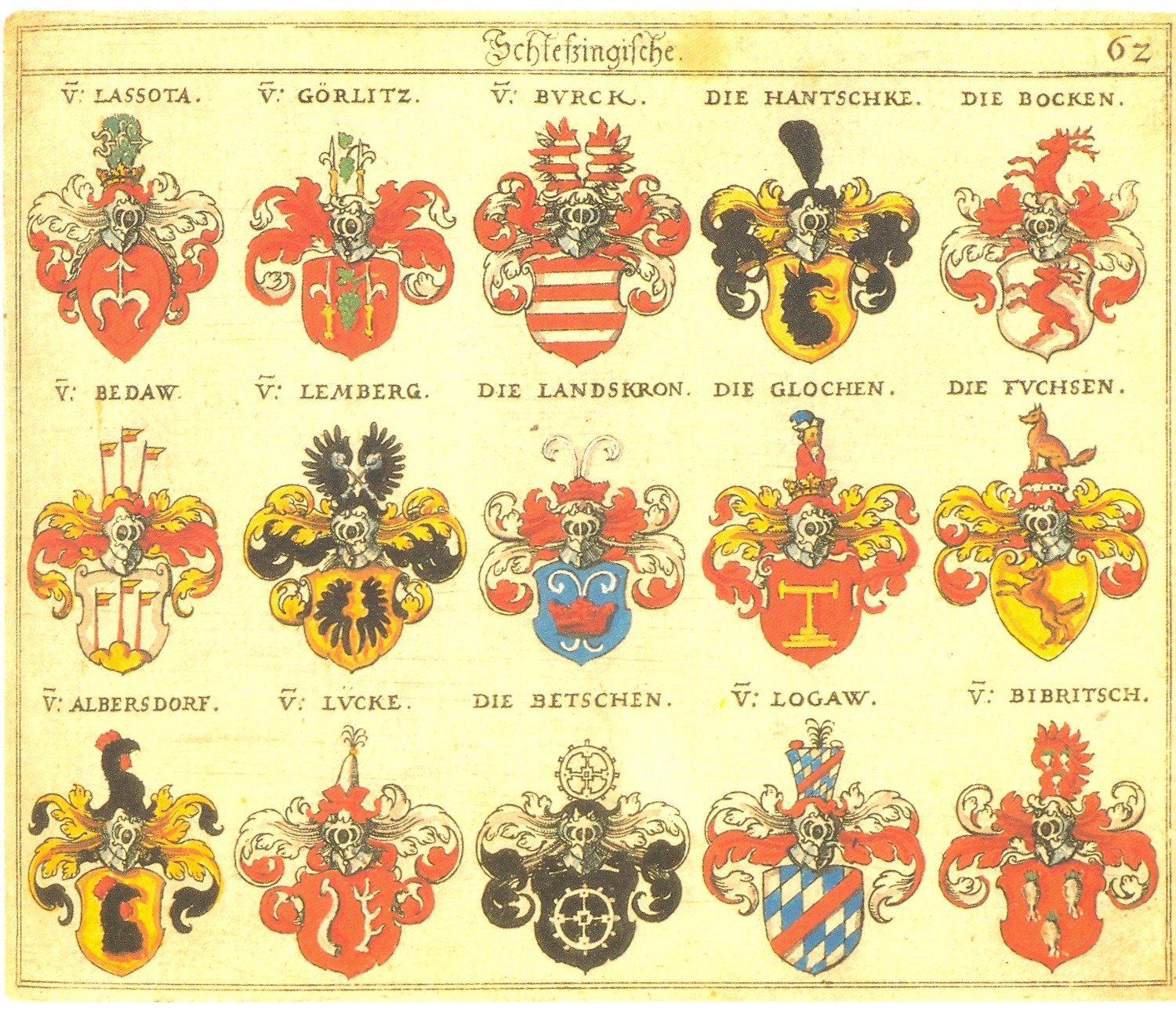
Herb rodowy „z Lwówka” (napis V: Lemberg nad herbem) w herbarzu Johanna Siebmachera (drugi z lewej w środkowym rzędzie)

W herbarzu Johanna Siebmachersa z 1605 roku wśród herbów rodów ze Śląska znajduje się herb o nazwie von Lemberg (z Lwówka), w herbarzu z 1701 roku także znajduje się herb o nazwie von Lemberg. Elementy tego herbu (klejnot) zostały zawarte we współczesnym herbie miasta.